# Калинино (Московская область)
Калинино — деревня в Клинском районе Московской области, в составе Воронинского сельского поселения. Население — 3 чел. (2010). До 2006 года Калинино входило в состав Воронинского сельского округа
Деревня расположена в северной части района, примерно в 10 км к северо-востоку от райцентра Клин, на запруженном безымянном левом притоке реки Лутосня (правый приток Сестры), высота центра над уровнем моря 145 м. Ближайшие населённые пункты — примыкающее на юго-востоке Плюсково и Губино — в 1,5 км на юг.

## Население
| 2002 | 2006 | 2010 |
| ---- | ---- | ---- |
| 2    | →2   | ↗3   |